# Lucilla Boari
Lucilla Boari (Mantua, 24 de marzo de 1997) es una deportista italiana que compite en tiro con arco, en la modalidad de arco recurvo.
Participó en los Juegos Olímpicos de Tokio 2020, obteniendo una medalla de bronce en la prueba individual.
En los Juegos Europeos obtuvo tres medallas, dos en Minsk 2019, oro por equipo mixto y plata individual, y bronce en Cracovia 2023 (equipo).
Ganó una medalla de plata en el Campeonato Europeo de Tiro con Arco al Aire Libre de 2018 y tres medallas en el Campeonato Europeo de Tiro con Arco en Sala, en los años 2024 y 2025.

## Palmarés internacional
| Juegos Olímpicos                 | Juegos Olímpicos    | Juegos Olímpicos  | Juegos Olímpicos |
| Año                              | Lugar               | Medalla           | Prueba           |
| -------------------------------- | ------------------- | ----------------- | ---------------- |
| 2020                             | Tokio (Japón)       | Medalla de bronce | Individual       |
| Juegos Europeos                  |                     |                   |                  |
| Año                              | Lugar               | Medalla           | Prueba           |
| 2019                             | Minsk (Bielorrusia) | Medalla de oro    | Equipo mixto     |
| 2019                             | Minsk (Bielorrusia) | Medalla de plata  | Individual       |
| 2023                             | Cracovia (Polonia)  | Medalla de bronce | Equipo           |
| Campeonato Europeo al Aire Libre |                     |                   |                  |
| Año                              | Lugar               | Medalla           | Prueba           |
| 2018                             | Legnica (Polonia)   | Medalla de plata  | Equipo           |
| Campeonato Europeo en Sala       |                     |                   |                  |
| Año                              | Lugar               | Medalla           | Prueba           |
| 2024                             | Varaždin (Croacia)  | Medalla de plata  | Equipo           |
| 2024                             | Varaždin (Croacia)  | Medalla de bronce | Individual       |
| 2025                             | Samsun (Turquía)    | Medalla de oro    | Equipo           |